# Robert de Holland
Robert de Holland, 1er baron Holand (en), (v. 1283 – 15 octobre 1328) est un noble anglais issu de la famille Holland. Grâce à son amitié avec Thomas de Lancastre, 2e comte de Lancastre, cousin du roi Édouard II et le plus puissant des magnats de l'Angleterre, Holland gravit les échelons de la noblesse en passant en quelque temps du statut de baron local à celui de baron de la haute noblesse du royaume.

## Biographie

### Origines et service auprès du comte de Lancastre
Robert de Holland est le fils et héritier de Robert Holland de Upholland et d'Elizabeth de Samlesbury. Son père possède des domaines assez étendus dans le Lancashire et a une influence significative dans le comté. Robert de Holland sert le roi Édouard II dès le début de son règne. Le 20 décembre 1307, il est chargé d'enquêter sur les actions des Templiers, à peine un mois avant qu'Édouard II n'ordonne leur arrestation. De 1307 à 1320, il exerce à trois reprises le poste de juge de paix à Chester. Il entreprend également diverses autres fonctions locales, dont celle de gouverneur du château de Beeston dans le Cheshire en 1312.
Holland et le comte de Lancastre ont probablement commencé à se fréquenter en 1298, au cours de la campagne anglaise en Écosse qui culmine avec la bataille de Falkirk. Holland sert à cette occasion dans la suite de Lancastre. Avant 1305, Holland est fait chevalier. Par la suite, il apparaît comme l'un des amis les plus fidèles au comte et le suit dans toutes ses entreprises. Il est ainsi quasiment certain que Holland a administré à plusieurs reprises les terres du comte, qu'il a négocié avec le roi Édouard II en son nom et a été un de ses plus proches confidents. Holland prend part aux intrigues du comte, notamment l'exécution du favori royal Piers Gaveston en 1312 ainsi que sa campagne contre l'Écosse en 1318. Holland est pardonné par le roi à deux reprises, en octobre 1313 et en août 1318 (lors du traité de Leake), pour sa participation au meurtre de Gaveston, comme le reste des personnes impliquées.
En récompense de ses services, Lancastre accorde à son ami plusieurs propriétés, qu'on estime au nombre de 25 au moment de la mort de Lancastre en 1322. Les revenus annuels de Holland s'élèvent à environ 550 £. Lancastre l'aide également à réaliser un mariage avantageux : en 1308, Holland épouse Maud la Zouche, fille d'Alan la Zouche, puissant baron du Leicestershire. Son beau-père meurt sans descendance autre que Maud en 1314, ce qui fait que Holland hérite de tous ses biens au nom de son épouse, qui lui rapportent 720 £ de revenus supplémentaires annuels. Sans doute grâce à ce gain financier important, Holland est convoqué au Parlement le 29 juillet 1314 sous le titre de baron Holand (en). Se trouvant alors à l'apogée de sa carrière, Holland dispose d'un revenu annuel estimé à 1,300 £.
Le traitement de faveur dont bénéficie Holland attise le mécontentement de ses rivaux du Lancashire, menés par Adam Banastre, William de Bradshaigh et Henry Lea. Ces chevaliers prennent des mesures radicales lorsqu'une campagne de violence inouïe se déchaine contre les partisans de Robert de Holland en octobre 1315. La chevauchée des rebelles s'en prend également aux proches du comte de Lancastre et va jusqu'à attaquer le château de Liverpool. Robert de Holland se joint au comte lorsque ce dernier part réprimer l'insurrection et participe à la traque des rebelles, mis en déroute par les shérifs locaux restés fidèles au comte.

### Trahison envers Lancastre, incarcération, libération et mort
Lorsque le comte de Lancastre se rebelle contre le roi à l'été 1321, Holland le soutient initialement. Il est présent en décembre 1321 aux côtés de son suzerain lorsque les hostilités entre Édouard II et ses barons rebelles reprennent. Toutefois, au début du mois de mars 1322, Robert de Holland comprend que Lancastre se trouve dans uns situation désespérée. À la tête d'un détachement de 500 hommes, il se rallie au roi au cours de la bataille de Burton Bridge et se soumet le 10 mars. Cette trahison scelle le sort de Lancastre, qui est écrasé quelques jours plus tard à la bataille de Boroughbridge, capturé et sommairement exécuté pour haute trahison sur ordre du roi. Grâce à son ralliement à la dernière minute au roi, Holland échappe à la mort mais le roi ordonne son emprisonnement et la confiscation de ses terres. Libéré au bout de quelques mois, Holland est accusé par ses ennemis d'avoir participé au pillage des terres du comte de Winchester, un des favoris du roi. Robert de Holland est alors une nouvelle fois incarcéré, au château de Warwick, avant d'être transféré en 1326 au château de Northampton d'où il s'évade.
À la chute d'Édouard II en 1326, le pouvoir est pris par son épouse Isabelle de France et l'amant de cette dernière, Roger Mortimer. Leur ascension vers le trône n'a pu se concrétiser qu'avec la défection en leur faveur d'Henri de Lancastre, frère et héritier du comte Thomas, exécuté en 1322. Le nouveau comte de Lancastre demande aux régents du royaume de garder emprisonné Robert de Holland, ce qu'ils acceptent de faire. Toutefois, les tensions entre les régents et Lancastre ne tardent pas à apparaître, ce dernier souhaitant arracher le jeune Édouard III à leur tutelle. En représailles, Mortimer pardonne Holland pour son évasion de Northampton et le fait libérer. Le 23 décembre 1327, il lui restitue ses terres, à la suite d'une requête adressée par Henri de Beaumont.
Malgré sa libération, Robert de Holland doit toujours faire face à ses adversaires, dont les rebelles de Banastre, qui se sont ralliés au nouveau comte de Lancastre. Ceux-ci tentent de le faire déclarer hors-la-loi en juin 1328 mais Holland leur résiste avec énergie et tente de faire appel de cette décision auprès de Roger Mortimer. Il est toutefois assassiné dans un bois près de Henley-on-Thames en octobre 1328 pendant le chaos provoqué par le soulèvement de Lancastre contre Mortimer. Son meurtrier s'appelle Thomas Wither : il s'agit ou bien d'un partisan de Lancastre ou bien un ancien rebelle et affidé de Banastre. Robert de Holland est décapité, sa tête est envoyée à Waltham Cross au comte de Lancastre et son corps à Preston. Son assassin se place immédiatement sous la protection d'Henri de Lancastre, qui fait abandonner les poursuites judiciaires à son encontre.

## Union et descendance
De son mariage avec Maud la Zouche, Holland a eu plusieurs enfants :
- Robert de Holland, 2e baron Holand, (v. 1312 – 1373)
- Thomas Holland (1314 – 1360)
- Otho de Holland (v. 1316 – 1359)
- Alan de Holland (v. 1318 – 1339)
- Isabelle de Holland
- Margaret de Holland († 1349)
- Maud de Holland (1319 – 1361) ∞ Thomas de Swinnerton
- Elizabeth de Holland (v. 1320 – 1387)

1. ∞ Henry FitzRoger
2. ∞ William le Botiler, 3e baron le Botiller

- Eleanor de Holland (v. 1328 – av. 1341) ∞ John Darcy, 2e baron Darcy de Knayth